# Goral-vermelho-birmanês
O goral-vermelho-birmanês (Nemorhaedus cranbrooki) é uma espécie de caprino da família Bovidae, estando restrita ao norte de Myanmar.
Esta espécie foi descrita originalmente em 1961 por Hayman, mas foi predominantemente considerada um sinônimo para Nemorhaedus baileyi com base em características morfológicas. Ambas as espécies têm pelagem castanho-avermelhada e, aparentemente, compartilham a região norte de Myanmar. Entretanto, a cor não é uma característica útil para essa avaliação devido à sua variação sazonal e interindividual. A evidência genética apresentada por Li et al. (2020) e confirmada por Joshi et al. (2022) e Hrabina et al. (2023) sustentam que N. cranbrooki é uma espécie de goral válida, sendo uma espécie-irmã do goral-vermelho-tibetano (N. baileyi). O valor médio da distância genética entre N. baileyi e N. cranbrooki foi estimado em 2,32% e a divergência temporal entre as duas espécies é estimada em 1,6 milhões de anos.